# Município de Jackson (condado de Preble, Ohio)
O município de Jackson (em inglês: Jackson Township) é um município localizado no condado de Preble no estado estadounidense de Ohio. No ano de 2010, tinha uma população de 1.190 habitantes e uma densidade populacional de 13,35 pessoas por km².

## Geografia
O município de Jackson encontra-se localizado nas coordenadas 39° 46′ 45″ N, 84° 45′ 06″ O. Segundo o Departamento do Censo dos Estados Unidos, o município tem uma superfície total de 89.11 km², da qual 89,08 km² correspondem a terra firme e (0,04 %) 0,04 km² é água.

## Demografia
Segundo o censo de 2010, tinha 1.190 habitantes residindo no município de Jackson. A densidade populacional era de 13,35 hab./km². Dos 1.190 habitantes, o município de Jackson estava composto pelo 96,97 % brancos, o 0,17 % eram afroamericanos, o 0,08 % eram amerindios, o 0,5 % eram asiáticos e o 2,27 % eram de uma mistura de raças. Do total da população o 0,17 % eram hispanos ou latinos de qualquer raça.